# Семека, Владимир Саввич
Влади́мир Са́ввич Семе́ка (1816—1897) — генерал от инфантерии и генерал-адъютант русской императорской армии, командующий Одесским военным округом (1874-1879). Участник Кавказской и Крымской войн, а также подавления Январского восстания.

## Биография
Происходил из дворян Псковской губернии. Родился 14 (26) ноября 1816 года в семье Саввы Яковлевича Семеки, командовавшего до 1819 года Ингерманландским драгунским полком; мать — Софья Гавриловна, урождённая Филимонова.
Учился в Пажеском корпусе. Из камер-пажей 2 сентября 1834 года был произведён в прапорщики лейб-гвардейского Семёновского полка. С 22 января 1835 года — подпоручик, с 16 ноября 1838 года — поручик. По окончании курса в Императорской военной академии 1 января 1840 года был переведён в штабс-капитаны Генерального штаба, затем в течение почти семи лет был дивизионным квартирмейстером в разных гвардейских дивизиях; 1 января 1843 года произведён в капитаны. В 1844 году по поручению начальства составил «Статистическое описание Псковской губернии».
В 1845 году был награждён орденом Св. Анны 3-й степени, в 1848 году награждён тем же орденом 2-й степени с императорской короной; 11 февраля 1849 года в чине полковника назначен обер-квартирмейстером резервного кавалерийского корпуса. В 1851 году получил знак отличия и орден Св. Владимира 4-й степени.
18 мая 1855 года он назначен генерал-квартирмейстером бывшей запасной армии, в этой должности он был до 7 мая 1856 года. В 1856 году назначен начальником штаба 3-го армейского корпуса; 26 августа 1856 года произведён в генерал-майоры. В 1858 году награждён знаком отличия и орденом Св. Владимира 3-й степени; 11 января 1859 года назначен генерал-квартирмейстером бывшей 1-й армии.
30 сентября 1861 года он произведён генерал-лейтенанты с назначением должность начальником 6-й пехотной дивизии и в том же году награждён орденом Св. Станислава 1-й степени; в 1864 году — орденом Св. Анны 1-й степени . В 1866 году награждён орденом Св. Владимира 2-й степени и получил майорат в Царстве Польском; в 1869 году награждён орденом Белого Орла; в 1872 году получил табакерку с вензельным изображением императора.
С 16 апреля 1872 года был помощником командующего войсками Одесского военного округа; из-за болезни П. Е. Коцебу временно управлял Новороссийско-Бессарабским генерал-губернаторством (с 22 октября 1872) и войсками Одесского военного округа (с 11 февраля 1873); назначен генерал-адъютантом к Александру II. С 11 января 1874 по 1 апреля 1879 года командовал войсками Одесского военного округа; 1 января 1878 года произведён в генералы от инфантерии; с 1879 года состоял членом Военного совета.
В 1879 году награждён орденом Святого Александра Невского, а 1884 году получил к нему бриллиантовые знаки. В 1888 году он был удостоен ордена Св. Владимира 1-й степени и 1892 году бриллиантовый перстень с портретом Его Императорского Величества. В 1895 году получил орден Св. Андрея Первозванного.
Имел также иностранные ордена: австрийский орден Железной короны 1-й степени (1860), прусский орден Красного орла 2-й (1860) 1-й степени (1864) и черногорский орден князя Даниила I 1-й степени (1875).
Умер 10 (22) апреля 1897 года. Похоронен на Никольском кладбище Александро-Невской лавры.

## Семья
Был женат на дочери полковника Ольге Александровне Рославлевой (1851 — 14.08.1918, Петроград).